# Liste der Stolpersteine in Landshut

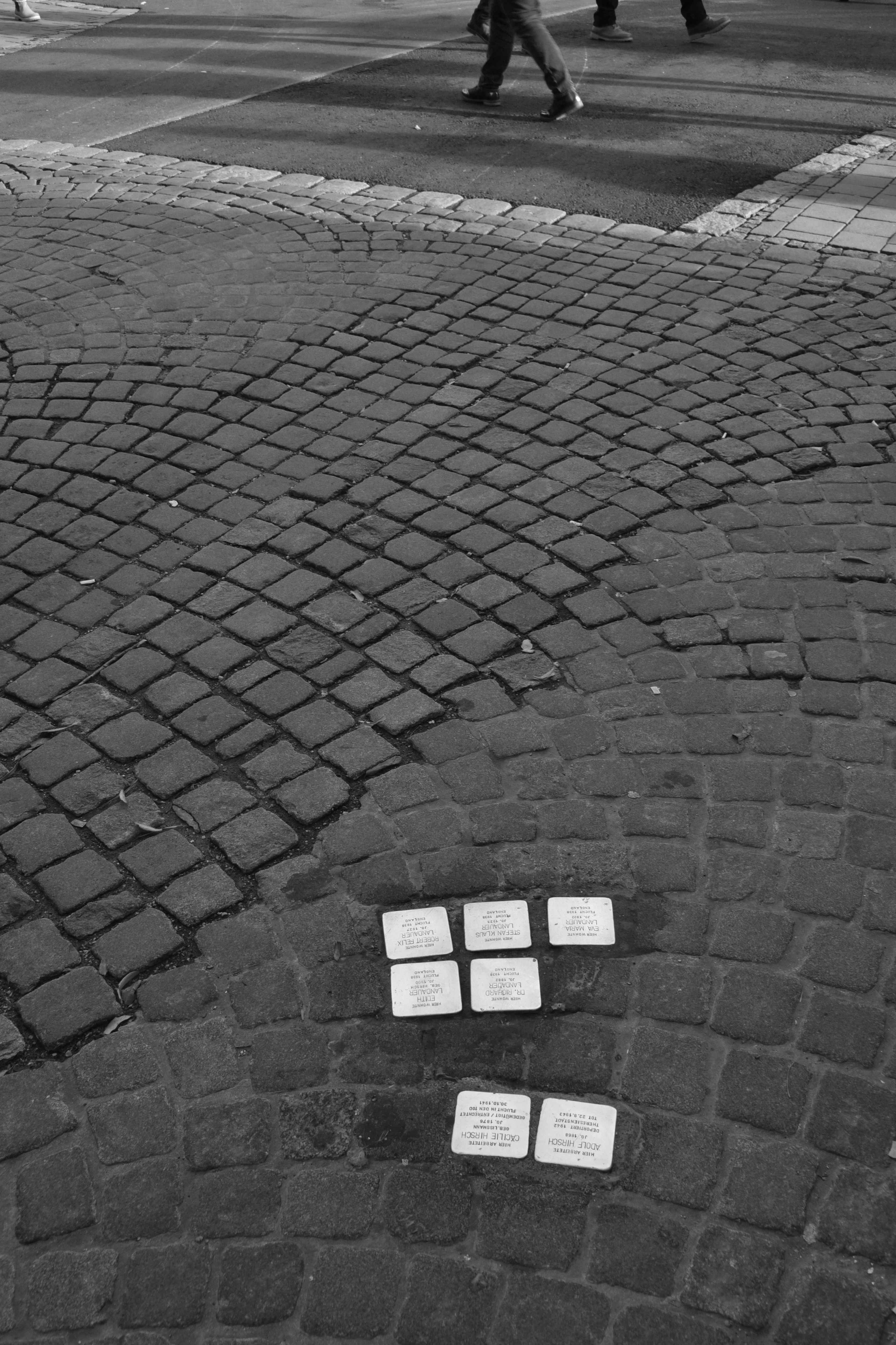
Stolpersteine in Landshut

Diese Liste der Stolpersteine in Landshut enthält die Stolpersteine, die im Rahmen des gleichnamigen Kunstprojekts von Gunter Demnig in der niederbayrischen Stadt Landshut verlegt wurden. Mit ihnen soll Opfern des Nationalsozialismus gedacht werden, die in Landshut lebten und wirkten.
Die Initiative zur Verlegung der Stolpersteine in Landshut ging von der Schüler-AG gegen Faschismus und Rassismus am Hans-Leinberger-Gymnasium aus, die einen entsprechenden Stadtratsbeschlusses vom April 2011 anregte. Die Kosten für die einzelnen Steine in Höhe von 120,– €/Stein werden von Paten übernommen; die Stadt Landshut übernimmt die anfallenden Spesen. Um die Idee einer profunden und akzeptablen Erinnerungskultur Raum und Nachhaltigkeit zu verleihe, wurde am 12. Januar 2012 der Verein „Stolpersteine für Landshut – gegen das Vergessen e. V.“ gegründet. Der Verein hat sich das Ziel gesetzt, jährlich mehrere Veranstaltungen zum Thema Nationalsozialismus zu organisieren. Bisher wurden an vier Tagen insgesamt 26 Stolpersteine verlegt.
Auf der Oberseite der Betonquader mit zehn Zentimeter Kantenlänge ist eine Messingtafel verankert, die Auskunft über Namen, Geburtsjahr und Schicksal der Personen gibt, derer gedacht werden soll. Die Steine sind in den Bürgersteig vor den ehemaligen Wohnhäusern der Opfer der nationalsozialistischen Gewaltherrschaft eingelassen. 

## Verlegte Stolpersteine
| Stolperstein | Inschrift | Standort                            | Name, Leben                     |
| ------------ | --- | ----------------------------------- | ------------------------------- |
|              | HIER WOHNTE ELSA SOPHIE ANSBACHER JG. 1914 GEDEMÜTIGT / ENTRECHTET FLUCHT IN DEN TOD 1.4.1942                           | Seligenthaler Straße 60 Standort    | Elsa Sofie Ansbacher            |
|              | HIER WOHNTE MAX ANSBACHER JG. 1921 'SCHUTZHAFT' 1938 DACHAU DEPORTIERT 1942 PIASKI ERMORDET 1942                        | Seligenthaler Straße 60 Standort    | Max Ansbacher                   |
|              | HIER WOHNTE NATHAN FRITZ ANSBACHER JG. 1889 'SCHUTZHAFT' 1938 DACHAU GEDEMÜTIGT / ENTRECHTET FLUCHT IN DEN TOD 1.4.1942 | Seligenthaler Straße 60 Standort    | Nathan Fritz Ansbacher          |
|              | HIER WOHNTE SELMA ANSBACHER GEB. ENSLEIN JG. 1889 GEDEMÜTIGT / ENTRECHTET FLUCHT IN DEN TOD 1.4.1942                    | Seligenthaler Straße 60 Standort    | Selma Ansbacher geb. Enslein    |
|              | HIER WOHNTE WILHELM ANSBACHER JG. 1913 'SCHUTZHAFT' 1938 DACHAU DEPORTIERT 1942 PIASKI ERMORDET 1942                    | Seligenthaler Straße 60 Standort    | Wilhelm Ansbacher               |
|              | HIER WOHNTE ROSA HAHN GEB. KOHN JG. 1874 GEDEMÜTIGT / ENTRECHTET FLUCHT IN DEN TOD 1.4.1942                             | Seligenthaler Straße 60 Standort    | Rosa Hahn geb. Kohn             |
|              | HIER WOHNTE ADOLF HIRSCH JG. 1868 DEPORTIERT 1942 THERESIENSTADT TOT 22.9.1943                                          | Theaterstraße 55–57 (Standort)      | Adolf Hirsch                    |
|              | HIER WOHNTE CÄCILIE HIRSCH JG. 1876 GEDEMÜTIGT / ENTRECHTET FLUCHT IN DEN TOD 30.10.1941                                | Theaterstraße 55–57 (Standort)      | Cäcilie Hirsch                  |
|              | HIER WOHNTE ELSA KOHN JG. 1886 GEDEMÜTIGT / ENTRECHTET FLUCHT IN DEN TOD 1.4.1942                                       | Seligenthaler Straße 60 Standort    | Elsa Kohn                       |
|              | HIER WOHNTE EDITH LANDAUER GEB. HIRSCH JG. 1900 FLUCHT 1938 ENGLAND                                                     | Theaterstraße 55–57 (Standort)      | Edith Landauer geb. Hirsch      |
|              | HIER WOHNTE EVA MARIA LANDAUER JG. 1922 FLUCHT 1938 ENGLAND                                                             | Theaterstraße 55–57 (Standort)      | Eva Maria Landauer              |
|              | HIER WOHNTE DR. RICHARD LANDAUER JG. 1882 FLUCHT 1938 ENGLAND                                                           | Theaterstraße 55–57 (Standort)      | Richard Landauer                |
|              | HIER WOHNTE ROBERT FELIX LANDAUER JG. 1927 FLUCHT 1938 ENGLAND                                                          | Theaterstraße 55–57 (Standort)      | Robert Felix Landauer           |
|              | HIER WOHNTE STEFAN KLAUS LANDAUER JG. 1925 FLUCHT 1938 ENGLAND                                                          | Theaterstraße 55–57 (Standort)      | Stefan Klaus Landauer           |
|              | HIER WOHNTE HUGO MARX JG. 1900 DEPORTIERT 1942 PIASKI ERMORDET 23.6.1942 MAJDANEK                                       | Altstadt 178/179 (Standort)         | Hugo Marx                       |
|              | HIER WOHNTE LUDWIG MARX JG. 1886 'SCHUTZHAFT' 1938 DACHAU DEPORTIERT 1942 PIASKI ERMORDET                               | Altstadt 178/179 (Standort)         | Ludwig Marx                     |
|              | HIER WOHNTE SIEGFRIED MARX JG. 1892 'SCHUTZHAFT' 1938 DACHAU DEPORTIERT 1942 PIASKI ERMORDET                            | Altstadt 178/179 (Standort)         | Siegfried Marx                  |
|              | HIER WOHNTE SOPHIE MARX GEB. MARX JG. 1877 DEPORTIERT 1942 PIASKI ERMORDET                                              | Altstadt 178/179 Standort           | Sophie Marx geb. Marx           |
|              | HIER WOHNTE ADOLF SCHÖNEMANN JG. 1863 DEPORTIERT 1942 THERESIENSTADT TOT 6.7.1942                                       | Theaterstraße 65 (Standort)         | Adolf Schönmann                 |
|              | HIER WOHNTE UND ARBEITETE ISIDOR SCHÖNEMANN JG. 1896 FLUCHT 1939 USA ÜBERLEBT                                           | Theaterstraße 65 (Standort)         | Isidor Schönmann                |
|              | HIER WOHNTE KATHARINA SCHÖNEMANN GEB.PREUSS JG. 1863 DEPORTIERT 1942 THERESIENSTADT TOT 25.11.1942                      | Theaterstraße 65 (Standort)         | Katharina Schönmann geb. Preuss |
|              | HIER WOHNTE BETTY WITTMANN GEB. FIRNBACHER JG. 1894 DEPORTIERT 1942 PIASKI ERMORDET                                     | Innere Münchener Straße 12 Standort | Betty Wittmann                  |
|              | HIER WOHNTE GERTRUD INGE WITTMANN JG. 1926 DEPORTIERT 1942 PIASKI ERMORDET                                              | Innere Münchener Straße 12 Standort | Gertrud Wittmann                |
|              | HIER WOHNTE HANS JOHANN WITTMANN JG. 1923 DEPORTIERT 1942 PIASKI ERMORDET                                               | Innere Münchener Straße 12 Standort | Hans Johann Wittmann            |
|              | HIER WOHNTE HUGO WITTMANN JG. 1885 DEPORTIERT 1942 PIASKI ERMORDET                                                      | Innere Münchener Straße 12 Standort | Hugo Wittmann                   |
|              | HIER WOHNTE LUISE LOTTE WITTMANN JG. 1921 DEPORTIERT 1942 PIASKI ERMORDET                                               | Innere Münchener Straße 12 Standort | Luise Lotte Wittmann            |

## Verlegedaten
Gunter Demnig führte die folgenden Verlegungen in Landshut persönlich durch:
- 2. Oktober 2012: Altstadt 178/179, Theaterstraße 55–57 (Ehepaar Hirsch), Theaterstraße 65
- 11. September 2013: Seligenthaler Straße 60
- 26. Mai 2015: Innere Münchener Straße 12
- 25. Mai 2016: Theaterstraße 55–57 (Familie Landauer)

Diese Verlegung von Stolpersteinen für die „erweiterte“ Familie Landauer fand in Anwesenheit von den Enkelkindern bzw. Urenkelkindern statt.